# Aeroportul Gusap
Aeroportul Gusap (IATA: GAP, ICAO: AYGP) este un aeroport din Morobe Province⁠(d), Papua Noua Guinee.
Situat la o altitudine de 442 m, aeroportul dispune de o singură pistă.